# 신의주 반공학생사건

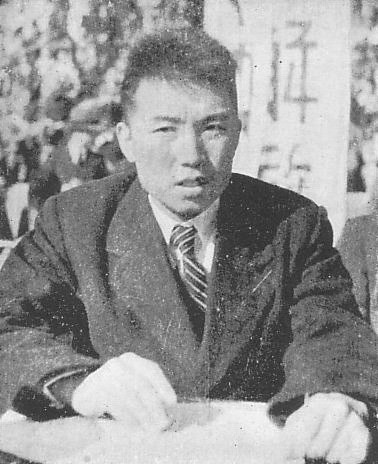

신의주 반공학생사건(新義州反共學生事件)은 1945년 11월 23일 평안북도 신의주에서 중학교 학생들이 ‘공산당 타도’를 외치며 벌인 반소(反蘇)-반공(反共) 시위이다. 신의주학생의거, 신의주학생반공의거라고도 한다. 11월 18일 용암포 제일교회에서 소련군과 조선 공산당의 실정과 횡포를 비난하는 시민위원회 주관의 ‘인민위원회 지지대회’가 열린 뒤, 공산당이 경금속 공장직공을 동원해 이를 점거하고 간부들을 폭행한 데서 비롯됐다. 이에 분격한 신의주 학생자치제 대표들과 학생들은 공산당의 만행을 규탄하는 운동을 전개한데 이어, 23일 오후 2시부터 신의주의 6개 중학교와 부근의 5,000여 명의 학생과 함께 궐기해 공산당 본부, 인민위원회 본부, 보안서 등을 점거했다. 이에 공산당의 보안대와 소련군이 무력으로 대응해 23명이 사망했고 1,000여 명이 검거됐다.

## 개요
1945년 11월 16일 평안북도 용암포에서 열린 기독교사회민주당의 지방대회에서, 평북자치대 용암포 대표가 기념사를 통해 폐교조치된 수산기술학교의 복구를 요구하고 공산당 용암포 대장 이종흡의 만행 등 공산당의 불법을 규탄하자, 이를 지지한 학생들이 만세를 부르며 ‘학원의 자유’를 부르짖은 것이 사건의 발단이 됐다.
소련군과 공산당이 경금속 공장직공을 동원해 이들을 기습했다. 소련군이 평안교회의 장로 홍씨를 현장에서 죽이고 학생과 시민들에게 중상을 입히자, 소련군의 폭력에 격분한 신의주시의 6개 중학교 학생들과 부근의 5천여 명의 학생이 이날 시위를 했다. 학생들은 ‘공산당을 몰아내자!’, ‘소련군 물러가라!’, ‘학원의 자유를 쟁취하자!’는 등의 구호를 외치면서 시가지를 행진했으며, 공산당 본부, 인민위원회 본부, 보안서 등을 습격했다. 이에 시위대를 향한 공산당의 보안대와 소련군의 무차별 사격으로 24명의 학생이 피살됐고, 350여 명이 중경상을 입었으며 1천여 명의 학생과 시민이 체포되어, 그중 200여 명이 시베리아로 보내졌다.

## 평가
해방 이후 평양 , 함흥 등 북한 지역의 반공 운동에 영향을 미쳤다는 평가를 받고 있다. 한동안 이 사건은 남한의 반공산주의 교육에서 굉장히 중요한 비중을 차지해, 제5공화국 당시 초등학교 도덕교과서에 1956년 헝가리 반소 시위와 함께 수록되기도 했다. 대한민국에서는 이 사건이 일어난 11월 23일을 반공 학생의 날로 기념했다.

## 같이 보기
- 함흥 반공학생사건
- 군정기
- 대구 10.1 사건

## 참고 문헌
- Cathcart, Adam, and Charles Kraus, “Peripheral Influence: The Sinŭiju Student Incident of 1945 and the Impact of Soviet Occupation in North Korea,” Journal of Korean Studies, Vol. 13 (2008), pp. 1–28.